# Józef Serwa
Józef Marian Serwa (ur. 5 grudnia 1868, zm. 23 kwietnia 1945 w Sanoku) – polski lekarz weterynarz.

## Życiorys

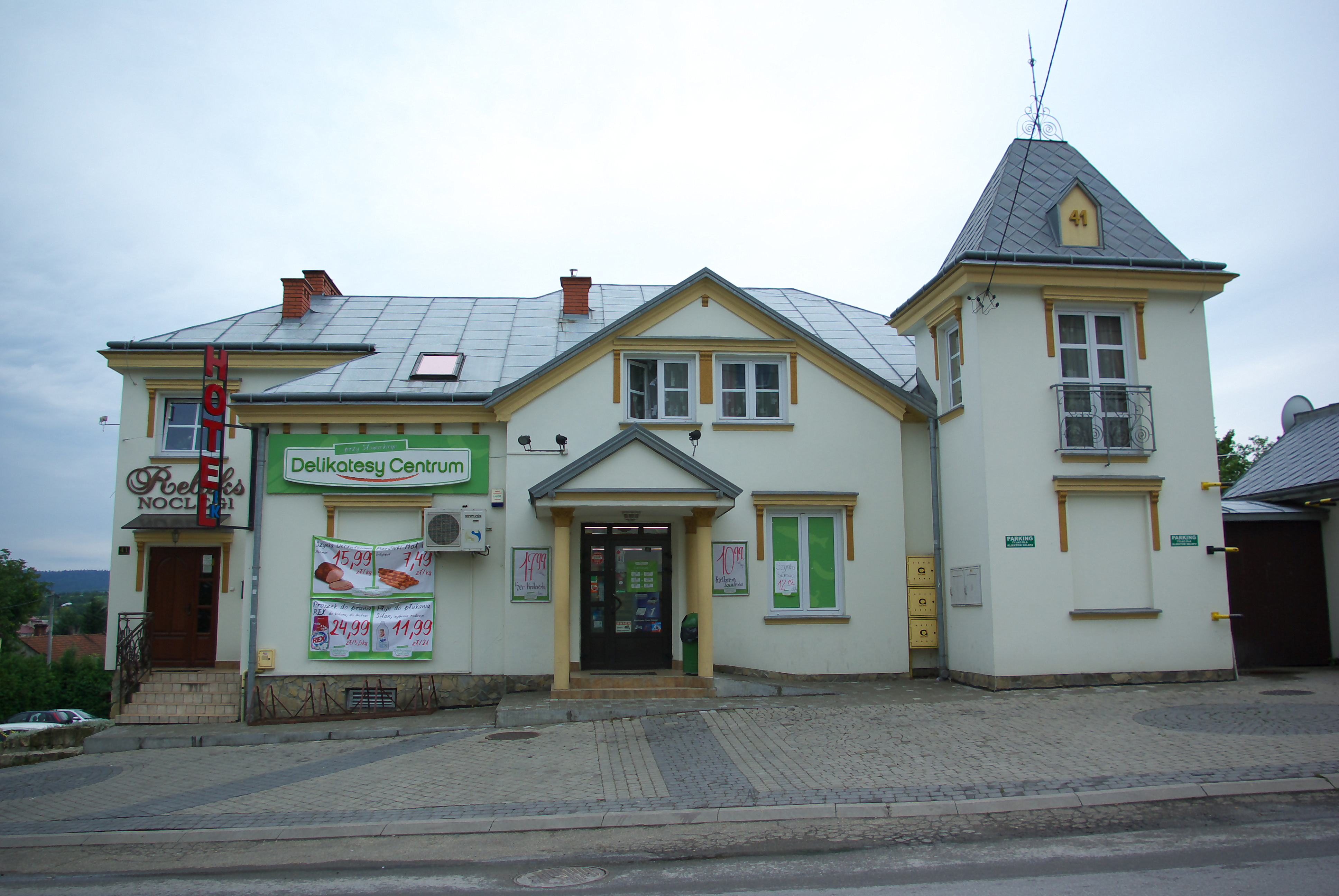
Dom przy ul. J. Słowackiego 41

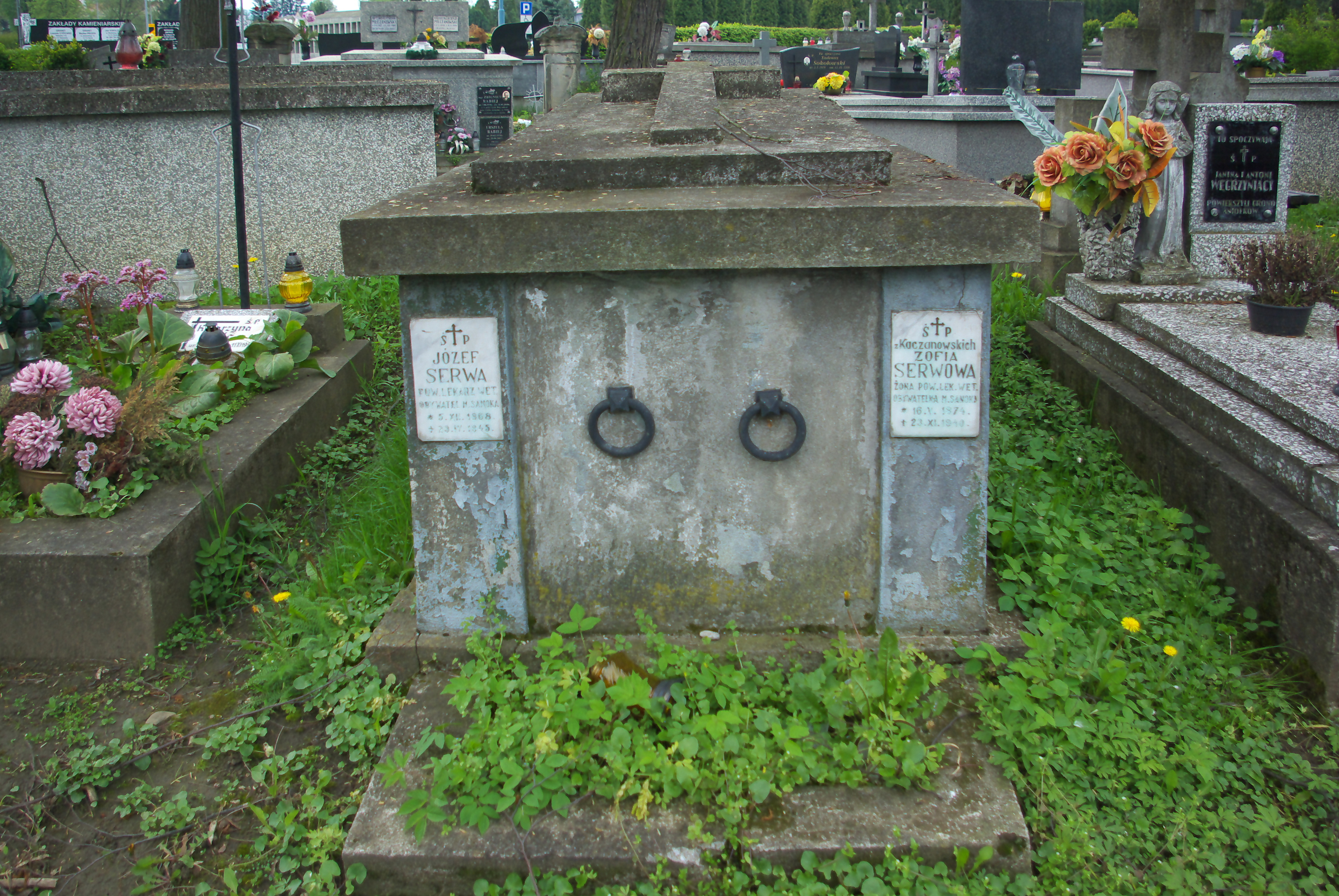
Nagrobek Józefa i Zofii Serwów

Józef Marian Serwa urodził się 5 grudnia 1868. Ukończył studia uzyskując tytuł lekarza weterynarii. W okresie zaboru austriackiego w ramach zaboru austriackiego wstąpił do służby państwowej. Od około 1893 był lekarzem weterynarii w Mikołajowie, a od około 1894 był tam lekarzem miejskim weterynarii. W połowie 1895 złożył egzamin rządowy. Od około 1896 był oglądaczem zwierząt i płodów zwierzęcych w Szczakowej pracując przy urzędzie starostwa c. k. powiatu chrzanowskiego. Od około 1899 był lekarzem miejskim weterynarii przy urzędzie starostwa c. k. powiatu przeworskiego, od około 1902 był lekarzem miejskim weterynarii przy urzędzie starostwa c. k. powiatu skałackiego. Od około 1908 sprawował stanowisko lekarza miejskiego weterynarii przy urzędzie starostwa c. k. powiatu sanockiego do 1918. Wygłaszał wykłady podczas kursu rolniczo-hodowlanego i weterynaryjnego w Sanoku w 1909. Sprawując stanowisko lekarza powiatowego w maju 1912 został mianowany starszym weterynarzem powiatowym w Sanoku. Po wybuchu I wojny światowej od 6 listopada 1914 przebywał wraz z bliskimi w Neu-Czernowitz / Brno. 
Po zakończeniu wojny i odzyskaniu przez Polskę niepodległości pozostawał weterynarzem w Sanoku. Był członkiem sanockiego gniazda Polskiego Towarzystwa Gimnastycznego „Sokół” (1912, 1921, 1922, 1932, 1924). W 1927 prowadził kurs instruktażowy dla oglądaczy bydła z powiatów brzozowskiego i sanockiego w ramach Towarzystwa Gospodarskiego w Sanoku. Jako starszy lekarz weterynarii w grudniu 1927 został przeniesiony z Sanoka do Drohobycza. W 1929 został zwolniony ze służby państwowej na stanowisku powiatowego lekarza weterynarii w Sanoku (zastąpiony przez dr. Ludwika Hellebranda). W latach 30. w Sanoku jako lekarz weterynarii urzędował przy ul. Juliusza Słowackiego. Zamieszkiwał w domu przy obecnym adresem ul. Juliusza Słowackiego 41 (w 1931 pod numerem 27, w budynku pierwotnie pod numerem konskrypcyjnym 270.
Zmarł 23 kwietnia 1945 w Sanoku. Jego żoną była Zofia z domu Kaczanowska (1874-1940). Oboje zostali pochowani w grobowcu rodzinnym na cmentarzu przy ul. Jana Matejki w Sanoku. Mieli córki Emilię Marię (1897-1972, żona dr. Wiktora Robla, powiatowego lekarza w Sanoku), Marię Zofię Klementynę (ur. 1898, farmaceutka, od 4 czerwca 1927 zamężna z Szymonem Tułeckim)), Sofię Amalię (ur. 1899, od 23 kwietnia 1927 zamężna z Andrzejem Bronisławem Kulczyckim) – wszystkie trzy urodzone w Szczakowej, Janinę Amalię (ur. 1901 w Przeworsku, od 5 lutego 1927 zamężna z Janem Noskiewiczem) oraz synów Zbigniewa Jana (1908-1984, także lekarz weterynarii), Jerzego Stanisława (ur. 1912, również lekarz weterynarii, od 1944 żonaty z Janiną, córką Michała Hliszczaka).

## Odznaczenia
austro-węgierskie
- Brązowy Medal Jubileuszowy Pamiątkowy dla Sił Zbrojnych i Żandarmerii (przed 1912)[22]
- Krzyż Jubileuszowy dla Cywilnych Funkcjonariuszów Państwowych (przed 1912)[22]